# Cicurina tetragongylodes
Espèce
Cicurina tetragongylodes est une espèce d'araignées aranéomorphes de la famille des Cicurinidae.

## Distribution
Cette espèce est endémique du Guangdong en Chine,. Elle se rencontre dans le xian de Ruyuan.

## Description
La femelle holotype mesure 2,99 mm.

## Systématique et taxinomie
Cette espèce a été décrite par Liao et Xu en 2022.

## Publication originale
- Liao, Yin, He & Xu, 2022 : « Description of three new species of the genus Cicurina Menge, 1871 from Guangdong, China (Araneae, Hahniidae). » Zootaxa, no 5188(5), p. 477-488.